# ابراهیم بن سلام
ابراهیم بن سلام نیشابوری از وکلا و اصحاب خاص امامان شیعه است. او وکالت علی بن موسی الرضا را در نیشابور عهده‌دار بوده‌است. برخی رجالیون در وثاقت و برخی در وکالت او به دید تردید نگریسته‌اند.

## جایگاه رجالی و وکالت
ابراهیم بن سلام نیشابوری که برخی از او به ابراهیم بن سلامه یاد کرده‌اند، از وکیلان و اصحاب خاص موسی کاظم و علی بن موسی الرضا است. با وجود آنکه در منابع رجالی همچون رجال شیخ طوسی، از او گزارش مبسوطی وجود ندارد، علامه حلی او را به عنوان مقبول الروایه پذیرفته‌است. شیخ بهایی نیز دلیل قبول روایت او را، وکالت او دانسته‌است و می‌نویسد که امامان شیعه، وکیل را از بین فاسقان انتخاب نمی‌کنند. او به همراه فضل بن سنان نیشابوری، در شهر نیشابور وکالت علی بن موسی الرضا را عهده‌دار بوده‌است. شهید ثانی نیز او را توثیق نموده‌است. با این وجود در اعتبار و وثاقت او اختلافاتی گزارش شده‌است. این گروه، برخی اساس وکالتش را منکر شده و برخی وکالت را دلیلی بر وثاقت ندانسته‌اند.